# 賀仲軾
賀仲軾（1580年—1644年），號景瞻，河南衛輝府獲嘉縣人。

## 生平
庚辰三月十□□生，行二，治《禮記》。中式癸卯（1603年）河南鄉試第四十八名舉人，年三十歲中式萬曆三十八年庚戌科會試二百二十三名，第三甲第二百二十四名進士。刑部觀政，四十年三月授陝西醴泉縣知縣，四十三年乙卯年丁外艱，四十六年戊午復除直隸青浦縣知縣。四十八年擢升刑部主事，天啓三年（1623年）升员外郎，遷福建司郎中，同年冬出官镇江府知府，七年（1627年）正月升陕西按察司副使、分守西宁，三月户部员外李桂芳弹劾镇江府知府贺仲轼、江都县知县胡敬辰怠玩，马场变价，有“厂臣急公之念，可容草莽委之”等语。贺仲轼、胡敬辰各降三级。
崇祯七年甲戌（1634年）起复山东武德道副使，九年辞官归乡。崇祯十七年甲申（1644年）二月二十二日与妻恭人王氏、妾李氏、张氏、王氏五人死于李自成闯軍之難，年六十五。
著有《栢園論草》、《八卦餘生》、《四書率言》、《春秋歸義》等書。

## 家族
曾祖賀春，恩贡，贈奉直大夫；祖賀國清，封承德郎工部郎中；父賀盛瑞，己丑進士、陕西參議；母耿氏（贈安人）；繼母李氏（封安人）。慈侍下。
兄伯輿（庠生）。弟仲木（庠生）；仲禾（增生）；仲東（庠生）；仲术（增生）；仲□（增生）；仲輅（庠生）。
子敏猷（廪生、早亡）。侄敏素（庠生）；行素（乙酉舉人）；敏恭（溫縣奉諭）；繪素（己未貢生）；敏敬；賀鈍（庠生）；賀愚（庠生）；賀惠（庠生）。嗣孫振能（侄行素次子，丙午經元）。